# Tiquilia nesiotica
Tiquilia nesiotica là loài thực vật có hoa trong họ Mồ hôi. Loài này được (J.T. Howell) A.T. Richardson miêu tả khoa học đầu tiên năm 1976.